# Parlee Beach Provincial Park
Parlee Beach Provincial Park är en park i Kanada.   Den ligger i provinsen New Brunswick, i den östra delen av landet, 900 km öster om huvudstaden Ottawa. Parlee Beach Provincial Park ligger 3 meter över havet.
Terrängen runt Parlee Beach Provincial Park är platt. Havet är nära Parlee Beach Provincial Park åt nordost. Runt Parlee Beach Provincial Park är det ganska glesbefolkat, med 22 invånare per kvadratkilometer.. Närmaste större samhälle är Shediac, 3,6 km väster om Parlee Beach Provincial Park. 
I omgivningarna runt Parlee Beach Provincial Park växer i huvudsak blandskog.